# Nafplion

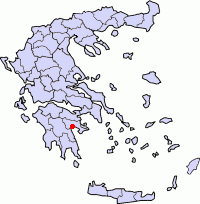
Nafplions läge i Grekland

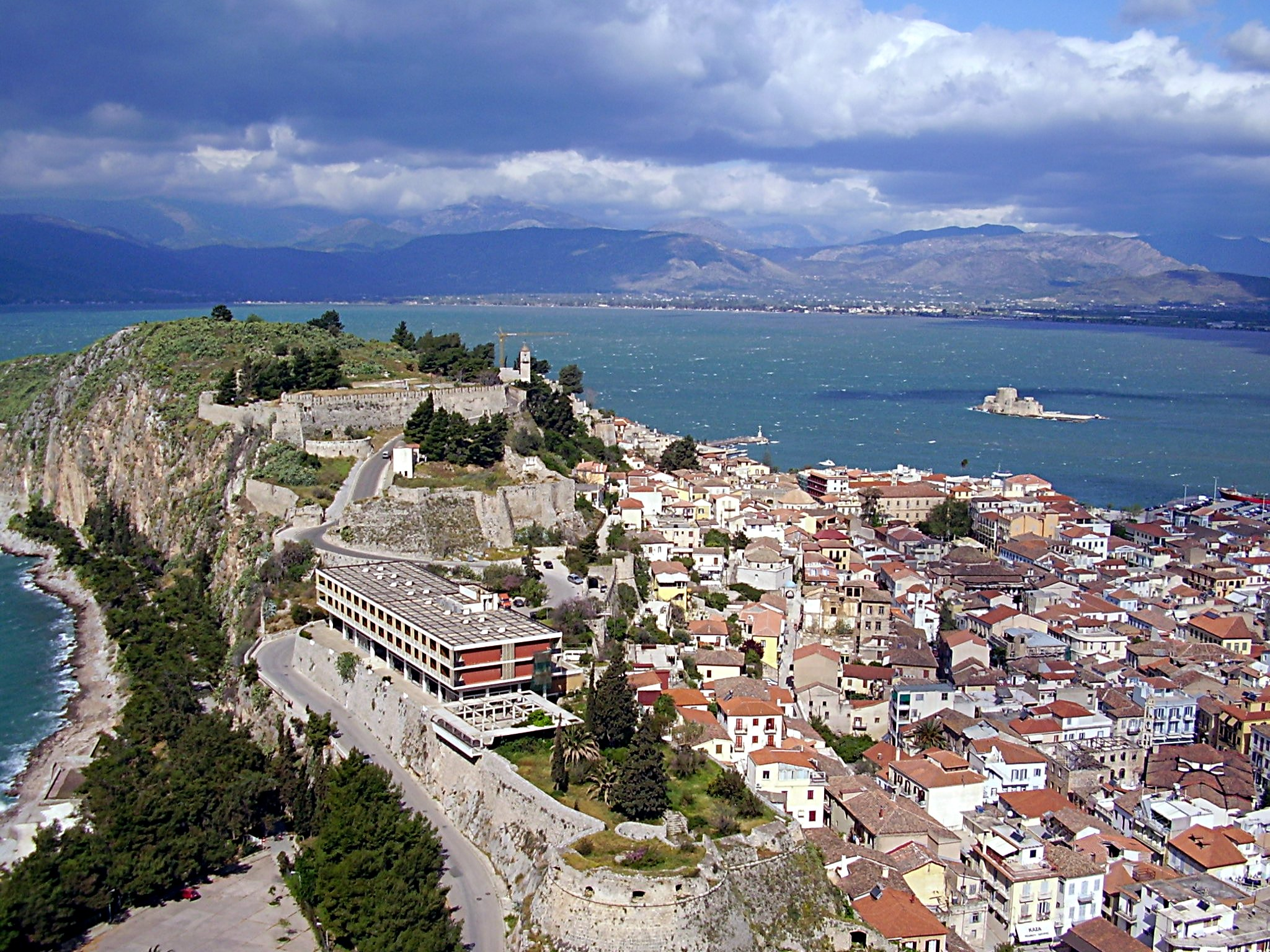
Vy över Nafplions gamla stad

Nafplion, Nafplio eller Nauplion (grekiska Ναύπλιον) är en grekisk hamnstad, huvudstad i prefekturen Argolis på Peloponessos.
Nafplion var i forntiden tämligen obetydligt. Här stod dock slaget vid Nafplion någon gång på 200-talet f.Kr. På 1200-talet tillhörde staden franker. Den köptes 1388 av venetianerna och innehades 1540–1580 samt fram till 1686  och 1715–1822 av Osmanska riket, innan den sistnämnda år erövrades av grekerna. Nafplion var 1824–34 Greklands huvudstad. I februari 1862 utbröt i staden en militärrevolt, som medförde konung Ottos avsättning.

## Kultur
I Nafplion ligger Peloponnesian Folklore Foundation med ett dräktmuseum som vann priset European Museum of the Year Award 1981.
Det finns också ett arkeologiskt museum och ett krigsmuseum.